# Atletismo nos Jogos Pan-Americanos de 1991 - Salto em altura masculino
A prova do salto em altura masculino nos Jogos Pan-Americanos de 1991 foi realizada em 10 de agosto em Havana, Cuba.

## Medalhistas
| Ouro                      | Prata                 | Bronze                           |
| Javier Sotomayor CUB Cuba | Troy Kemp BAH Bahamas | Hollis Conway USA Estados Unidos |

### Final
| Posição           | Nome              | Nacionalidade      | Marca | Notas |
| ----------------- | ----------------- | ------------------ | ----- | ----- |
| Medalha de ouro   | Javier Sotomayor  | CUB Cuba           | 2.35  |       |
| Medalha de prata  | Troy Kemp         | BAH Bahamas        | 2.32  |       |
| Medalha de bronze | Hollis Conway     | USA Estados Unidos | 2.32  |       |
| 4                 | Marino Drake      | CUB Cuba           | 2.29  |       |
| 5                 | Leo Williams      | USA Estados Unidos | 2.23  |       |
| 6                 | Vinton Bennett    | CAN Canadá         | 2.20  |       |
| 7                 | Cory Siermachesky | CAN Canadá         | 2.15  |       |
| 8                 | Clarence Saunders | BER Bermudas       | 2.15  |       |